# Арун ЗПГ (завод/термінал)
Arun LNG — завод зі зрідження природного газу на півночі острова Суматра (Індонезія). В середині 2010-х років через вичерпання ресурсів газу перепрофільований на приймальний термінал для регазифікації ЗПГ.
В 1970-х у межах проекту з розробки гігантського газоконденсатного родовища Арун спорудили потужності із виробництва ЗПГ, який призначався для експорту до розвинених країн Східної Азії (Японія, Південна Корея, Тайвань). Завод із трьох технологічних ліній, введений в дію у 1978 році, розташували поблизу Lhokseumawe в провінції Ачех. Зростання попиту на продукцію призвело до його поетапного розширення: четверту лінію ввели в 1983-му, за нею запустили п'яту (1984) та шосту (1986). В результаті загальна потужність Арун ЗПГ досягла 12,5 млн.т на рік (17,5 млрд м³).
Резервуарний парк для зберігання ЗПГ складався з 5 об'єктів місткістю по 127200 м³ кожен. Для відвантаження основної продукції спорудили два причали, що могли приймати судна дедвейтом до 80000 тонн. Роботу заводу забезпечували власні електрогенеруючі установки сукупною потужністю 220 МВт.
Як і у випадку з Бонтанг ЗПГ, на площадці заводу обладнали ділянку для експорту зрідженого нафтового газу, яка мала потужність до 1,4 млн т на рік, чотири резервуари загальною місткістю 302 000 м³ та причал для ЗНГ-танкерів дедвейтом до 65000 тонн. Тут же знаходився резервуарний парк для конденсату місткістю 2,12 млн барелів.
Власниками заводу були індонезійська державна компанія Pertamina (55 %), американська Mobil (30 %) та пул японських споживачів газу із часткою в 15 %.
Арун ЗПГ досяг максимального завантаження в 1994 році, коли він відправив до споживачів 224 танкери. Після цього через природне виснаження запасів розпочалось зниження виробництва. За наступні 20 років ресурс для експорту вичерпався повністю, і в жовтні 2014 року звідси вирушив до споживачів останній газовоз.
Тим часом споживання газу для внутрішніх потреб на Суматрі зростало. Для його покриття у 2013 році вирішили використати частину потужностей Арун ЗПГ (портове господарство, резервуари, тощо) для створення терміналу з прийому та регазифікації зрідженого газу. На встановлення додаткового обладнання виділили 80 млн доларів США (ще 0,5 млрд доларів США довелось витратити на спорудження трубопроводу Arun-Belawan). В березні 2015 року термінал Арун прийняв перше судно з вантажем ЗПГ. Основним постачальником виступатиме новий індонезійський завод зі зрідження природного газу Танггух ЗПГ, споруджений у західній частині острова Нова Гвінея.
Постачений через термінал ресурс, зокрема, використовується ТЕС Арун і ТЕС Сумбагут-2, а також передається до газопроводу Арун – Белаван.